# Jan Třebický (voják)
Jan Třebický (14. listopadu 1895 Praha – 20. března 1940 lazaret SS, Praha) byl československý legionář, důstojník, odbojář z období druhé světové války a oběť nacismu.

## Život

### Před první světovou válkou
Jan Třebický se narodil 14. listopadu 1895 v Praze v rodině vlakového průvodčího Jana Třebického a Marie, rozené Jůnové. Mezi lety 1906 a 1913 vystudoval českou vyšší reálku na Žižkově, kde také odmaturoval, a poté nastoupil ke studiu strojního inženýrství na České vysoké škole technické v Praze. Studium zde mu přerušilo vypuknutí první světové války.

### První světová válka
Jan Třebický byl do c. a k. armády odveden 21. července 1914, základní výcvik prodělal u pěšího pluku 17 v Klagenfurtu, školu pro důstojníky pěchoty v záloze v závěru roku 1914 v Judenburgu. V únoru 1915 byl na pozici velitele čety odeslán na ruskou frontu, kde 16. srpna téhož roku padl v hodnosti desátníka do zajetí. K 1. únoru 1917 se v zajateckém táboře na Sibiři přihlásil do Československých legií, od 8. srpna pak působil jako velitel čety u 5. střeleckého pluku a to až do konce svého působení v legiích. Absolvoval Sibiřskou anabázi, četné boje s bolševiky, v létě 1919 pak pěchotní kurz na důstojnické škole ve Sljuďance. Do Československa se přes Singapur, Suezský průplav a Terst vrátil 15. června 1920 v hodnosti nadporučíka.

### Mezi světovými válkami
Jan Třebický pokračoval po návratu do Československa v armádní službě. U svého útvaru, který byl přejmenován na pěší pluk 5, se do března 1922 vypracoval na velitele roty. Mezi dubnem 1922 a dubnem 1924 sloužil u hraničářského praporu 9 ve Fiľakově jako mobilizační referent a posléze II. pobočník velitele praporu. Poté byl zařazen k Zemskému vojenskému velitelství v Praze, kde vykonával funkci pobočníka zemského vojenského velitele a následně ministra arm. gen. Jana Syrového. Mezi říjnem 1928 a zářím 1930 studoval na Vysoké škole válečné v Praze, od 1. října 1930 sloužil přidělený důstojník na Zemském vojenském velitelství Brno. Dne 16. května 1932 byl ustanoven přednostou 2. oddělení štábu Zemského vojenského velitelství v Košicích a v této funkci působil do září 1936. Do 19. dubna 1938 vyučoval všeobecnou taktiku na Vysoké škole válečné v Praze, poté působil na 2. oddělení hlavního štábu při Ministerstvu národní obrany. Dosáhl hodnosti podplukovníka.

### Druhá světová válka
Po německé okupaci vstoupil Jan Třebický do protinacistického odboje v řadách Obrany národa a po rozpuštění Československé armády nastoupil nastoupil do úřadu státního prezidenta vedeném Jiřího Havelky. Z jednání mezi pplk. Janem Třebickým, plk. Šimonem Drgáčem a plk. Františkem Havlem vzešla myšlenka na zřízení zpravodajské skupiny, která vešla ve známost jako Schmoranzova skupina tiskových tajemníků vedená dr. Zdeňkem Schmoranzem. Za svou činnost byl Jan Třebický 12. září 1939 zatčen gestapem. Vězněn byl na Pankráci a k brutálním výslechům dovážen do Petschkova paláce. Trpěl vážnou žaludeční chorobou, na kterou nedostával léky, naopak mu byla vězniteli záměrně podávána strava, po které dostával záchvaty. Jeho organismus tyto podmínky nevydržel a Jan Třebický zemřel 20. března 1940 v pražském lazaretu SS.

## Ocenění

### Vyznamenání
- Československý válečný kříž 1914–1918
- Československá revoluční medaile
- Československá medaile Vítězství
- Řád čestné legie V. třídy
- Řád svatého Sávy IV. stupně
- Řád rumunské koruny IV. třídy

### Posmrtná ocenění
- Jan Třebický byl v roce 1947 in memoriam povýšen do hodnosti plukovníka
- Janu Třebickému byl in memoriam udělen Československý válečný kříž 1939